# Sphaerulobryozoon pedunculatum
Sphaerulobryozoon pedunculatum är en mossdjursart som beskrevs av Jean-Loup d'Hondt 1981. Sphaerulobryozoon pedunculatum ingår i släktet Sphaerulobryozoon och familjen Orbituliporidae. Inga underarter finns listade i Catalogue of Life.